# زابردیتسا
زابردیتسا (به صربی: Zabrdica) یک روستا در صربستان است که در ناحیه کولوبارا واقع شده‌است.
 زابردیتسا  ۴۶۲ نفر جمعیت دارد.